# Zidna krona
Zidna krona ali Corona muralis (krona v obliki obzidja) je krona ali pokrivalo, ki predstavlja mestno obzidje, stolpe ali trdnjavo. V klasični antiki je bila emblem pokroviteljskih božanstev, ki so bdela nad mestom, pri Rimljanih pa vojaško odlikovanje. Pozneje se je zidna krona razvila v simbol evropske heraldike, večinoma za mesta, v 19. in 20. stoletju pa se je uporabljala v nekaterih republikanskih heraldikah.

## Uporaba v antičnem obdobju
V helenistični kulturi je zidna krona identificirala skrbniška božanstva, kot sta boginja Tihe (utelešenje bogastva mesta, Rimljanom poznana kot Fortuna) in Hestija (utelešenje zaščite mesta, Rimljanom poznana kot Vesta). Tudi visoki cilindrični polos Reje/Kibele bi lahko bil v helenističnih časih upodobljen kot zidna krona, ki posebej označuje boginjo mater kot pokroviteljico mesta.
Zidna krona je postala starorimsko vojaško odlikovanje. Corona muralis (latinsko za »zidno krono«) je bila zlata krona ali krog iz zlata, ki je bil podoben obzidju, podarjen vojaku, ki je prvi preplezal obzidje obleganega mesta ali trdnjave, da bi uspešno postavil prapor (zastavo) napadalne vojske nanj. Rimska corona muralis je bila izdelana iz zlata in okrašena s stolpiči, kot je heraldična različica. Ker je spadala med najvišja vojaška odlikovanja, je bilo dobitniku podeljena šele po strogi preiskavi. Corona muralis rostrata, sestavljena iz rostre, ki označuje zajete ladje, je bila dodeljena kot mornariška nagrada prvemu v skupini za vkrcanje, podobno kot mornariška krona.
Atributi grško-rimske boginje Rome na grških kovancih običajno vključujejo njeno zidno krono, ki označuje status Rima kot zvestega zaščitnika helenskih mestnih držav.

## Heraldična uporaba
Rimsko vojaško odlikovanje je bilo kasneje uporabljeno v evropski heraldiki, kjer je izraz označeval krono, oblikovano po obzidju gradu, ki je lahko bila obarvana ali zlata, srebrna, rdeča ali prava (tj. kamnita). V Nemčiji v 19. stoletju so za grbe mest sprejeli zidno krono (Mauerkronen) z vedno bolj specifičnimi podrobnostmi: »Kraljevska (tj. s kraljevo rezidenco) mesta in prestolnice običajno nosijo krono s petimi stolpi in obzidjem, velika mesta pa eno s štirimi stolpi, manjša mesta eno s tremi,« je opazil Arthur Charles Fox-Davies v A Complete Guide to Heraldry in dodal, da »strogi predpisi na tem področju še ne obstajajo« in opozoril, da uporaba ni britanska.
Za srednjeveške in sodobne italijanske občine so bile uporabljene zidno krono namesto kraljevih kron. Dama, okronana z zidno krono, Italia Turrita, pooseblja Italijo. V Italiji imajo občine ter nekatere province in vojaški zbori na svojih grbih zidno krono: zlato s petimi stolpi za mesta in srebrno z devetimi stolpi za druge. Grb Druge španske republike je imel corono muralis.
V začetku 20. stoletja je Portugalska vzpostavila stroga pravila za svojo občinsko heraldiko, v kateri vsak grb vsebuje zidno krono, s tremi srebrnimi stolpi, ki označujejo vas ali mestno župnijo, štirje srebrni stolpi, ki predstavljajo mesto, pet srebrnih stolpov, ki predstavljajo večje mesto in pet zlatih stolpov za glavno mesto. Portugalska pravila se uporabljajo tudi za večino občinskih grbov Brazilije in nekaterih drugih članic Skupnosti držav portugalskega jezika.
Romunski občinski grb vsebuje zidno krono z enim ali tremi stolpi za vasi in občine, petimi in sedmimi stolpi za mesta in občine.
Orel na grbu Avstrije nosi zidno krono, ki označuje njen status republike. To je v nasprotju s kraljevimi kronami, ki so krasile dvoglavega orla (in cesarsko krono nad njim) v grbu Avstro-Ogrske do njihovega poraza v prvi svetovni vojni. Z zidno krono okronani orel je bil opuščen pod klerikofašistično Zvezno državo Avstrijo iz leta 1934, vendar je bila po drugi svetovni vojni ponovno vzpostavljena v zavezniško okupirani Avstriji in ostaja na tem mestu do danes.
|                                                                                |                                                                                                |                                                                          |                                                                          |
| krone francoske heraldike: 1. glavno mesto 2. prestolnica departmaja 3. Občine | krone portugalske heraldike: 1. vas ali urbana škofija 2. večje mesto 3. mesto 4. glavno mesto | krone romunske heraldike: 1. vas 2. večje mesto 3. mesto 4. glavno mesto | krone romunske heraldike: 1. vas 2. večje mesto 3. mesto 4. glavno mesto |
|                                                                                |                                                                                                |                                                                          |                                                                          |
|                                                                                |                                                                                                |                                                                          |                                                                          |
| krone Brazilije: 1. vas 2. večje mesto 3. mesto 4. glavno mesto                | Sodobne izdelave poslikanih kron katalonske heraldike                                          | Krona italijanskega mesta                                                | Krona italijanske občine                                                 |

### Heraldični primeri
- Grb Avstrije
- Grb Malte
- Grb province Lleida, Katalonija, Španija
- Grb Lizbone, glavnega mesta Portugalske
- Grb Bissaua, glavnega mesta Gvineje Bissau
- Grb Berlina, glavnega mesta Nemčije. Tukaj je zid krone združen z listi ljudske krone, kar označuje status Berlina kot mesta in države..
- Grb Sofije, glavnega mesta Bolgarije
- Grb mesta Milano, Italija
- Grb mesta São Paulo, glavnega mesta zvezne države São Paulo v Braziliji
- Grb Trondheima na Norveškem
- Grb mesta Arad, Romunija (občina, glavno mesto okraja)
- Grb Krasnojarska je na vrhu z obliko poslikane krone, ki je zlata petstolpna krona ranga upravnega središča ruskega federalnega subjekta.
- Grb mesta Krivi Rog, Ukrajina
- Grb mesta Zrenjanin, Srbija
- Grb mesta Ninove, Belgija
- Grb mesta Calderdale v Angliji
- Grb mesta Vancouver, Britanska Kolumbija, Kanada
- Grb Španske Republike (1931 - 1939). Zidna krona je zamenjala kraljevo.